# Piattaforma di ghiaccio Giorgio VI
La piattaforma di ghiaccio Giorgio VI (71°45′S 68°00′W) è una grande piattaforma glaciale che occupa il canale di Giorgio VI, che separa l'isola Alessandro I dalla Terra di Palmer, in Antartide. La piattaforma si estende dall'imboccatura di Ronne, nella parte sud occidentale del canale fino all'isola di Niznik, circa 56 km a sud dell'entrata settentrionale tra capo Brown e capo Jeremy.
La piattaforma, che ricopre il canale per quasi tutti i suoi 480 km di lunghezza, è alimentata da diversi ghiacciai che, a partire dall'entroterra dell'isola Alessandro I, scorrono verso est fino ad entrare in essa (tra i vari, si possono citare il  Giove, il Marte, il Saturno, l'Urano, il Venere e il Transition), e alimenta a sua volta diversi laghi proglaciali adiacenti al canale che ricevono da essa grandi quantità di ghiaccio sciolto, ne sono un esempio il lago Hodgson, il lago Moutonnee e il lago Ablazione.
La piattaforma glaciale Giorgio VI ha uno spessore che va da 115 a oltre 475 metri, e diversi studi hanno mostrato che l'acqua che vi scorre sotto (il canale ha una profondità che va da 600 a oltre 800 metri) ha una temperatura di circa 3 °C superiore al punto di congelamento in situ. Dato che la temperatura dell'acqua al di sotto delle piattaforme glaciali Ross e Ronne è di soli 0,5 °C superiore al punto di congelamento in situ, la presenza di acqua così relativamente calda al di sotto di questa piattaforma è stata soggetto di diverse ricerche, poiché si ritiene che la comprensione di tale fenomeno potrebbe far luce sia sullo "stato di salute" delle piattaforme che sull'andamento delle correnti.

## Storia
La formazione fu così chiamata dal Comitato britannico per i toponimi antartici in associazione con il nome dello stretto che ricopre, a sua volta derivante da quello di Giorgio VI, allora re del Regno Unito e degli altri Domini britannici d'oltremare.